# Ponte di Sacco
Il Ponte di Sacco, completato nel 1969 su progetto di Giulio Krall, è uno dei ponti a singola arcata più alti in Europa. Alto circa 170 metri, collega il comune di Sacco con il comune di Roscigno, attraversando il torrente Sammaro.

## Costruzione
La costruzione del ponte iniziò nella primavera del 1968. Si costruì una passerella in legno sospesa a circa 150 metri e si montò un blodin per i materiali e l'esecuzione dei getti. Durante gli scavi, emersero profonde faglie nello sperone di Roscigno e notevoli degradazioni e fratture nel calcare del versante Sacco. Per alcuni mesi, i lavori vennero sospesi in attesa di studiare la soluzione e il reperimento di circa 215 milioni di lire suppletivi. Si bucarono, con macchine inventate e con varie inclinazioni, i nidi di falchi sulla parete di Sacco. Pali di 150 metri e paletti vari di ancoraggio, fortemente armati e cementati, consolidarono la formazione calcarea, poi si realizzarono le fondazioni e, quindi il ponte. Successivamente la centina fu chiusa e bloccata in chiave e avvolta dai casseri per il getto di calcestruzzo. Infine le stilate leggere ed ormai spavalde ed il facile impalcato.
Il ponte doveva costare inizialmente 185 milioni di lire dell'epoca, ma per problemi di natura geologica sono serviti altri 215 milioni di lire, per un totale di 400 milioni di lire.
I lavori sono stati diretti dall'Ufficio Tecnico provinciale di Salerno e realizzati dall'ìmpresa Generale di Costruzioni Ferrobeton Silm di Roma.

## Caratteristiche tecniche
Il ponte è costruito da un'arcata di 111 metri e freccia 27,45 metri, su tre costole in cemento armato, collegate tra loro con centine metalliche, incorporate dell tipo "melan", sistema Forrobeton.
L'impalcato in cemento armato, formato da soletta piena e da tre travi longitudinali continue, collegate con travi trasversali, è sorretto da esili colonne poste ad interasse costante di 8,77 m. Al ponte si accede con due brevi viadotti ad una e a due campate di 8,77 m. Sezione trasversale 8,50 m, carreggiata 6 m, due marciapiedi da 1,25 m ciascuno.